# Andrzejewo (powiat sokólski)
Andrzejewo – kolonia w Polsce położona w województwie podlaskim, w powiecie sokólskim, w gminie Sidra.
W latach 1975–1998 miejscowość należała administracyjnie do województwa białostockiego.
Przed 1556 wzniesiono tu dwór z murowanymi zabudowaniami i tarasowymi ogrodami otoczonymi z dwóch stron rzeką. W 1. połowie XIX wieku w Andrzejewie zbudowano nowy drewniany dwór. W 1863 właściciel Andrzejewa został wywieziony przez Rosjan na Syberię za udział w powstaniu styczniowym.